# Flötenkrähenstar
Der Flötenkrähenstar (Gymnorhina tibicen), auch als Flötenvogel bezeichnet, ist eine in Australien und Neuseeland häufige Singvogelart aus der Familie der Schwalbenstarverwandten (Artamidae). Sein Ruf erinnert an eine Flötenmelodie, daher der Name. Die Art ist die einzige der Gattung Gymnorhina.

## Beschreibung
Der Flötenkrähenstar erreicht eine Körperlänge von rund 40 cm. Er ist schwarz-weiß bzw. grau-weiß gefärbt, das Muster variiert je nach Unterart. Hals, Oberschwanz und Schulter sind bei den Männchen weiß, bei den Weibchen grau. In den meisten Teilen Australiens ist der Rest des Körpers schwarz. Im Südosten, im Zentrum, im äußersten Südwesten und auf Tasmanien sind Rücken und Bürzel ganz weiß. Das Auge der erwachsenen Vögel ist kastanienbraun, die Füße sind schwarz.

## Stimme
Wenn er allein ist, gibt der Flötenkrähenstar ein leises, musikalisches Trällern von sich. Paare stoßen oft einen lauten musikalischen Ruf aus, das so genannte „Carrolling“. Damit markieren sie ihr Revier, auch bei der Verteidigung des Reviers ist dieser Ruf zu hören. Im Duett oder in Gruppen tragen sie einen lauten Gesang vor, der an Flötenspiel erinnert.
Küken und junge Flötenkrähenstare stoßen einen wiederholten, kurzen, hohen Bettelruf aus. Wenn sie sich bedroht fühlen, stoßen sie mehrere hohe Alarmrufe aus.

## Verbreitungsgebiet
Der Flötenkrähenstar ist in Teilen Australiens, Tasmaniens und Neuguineas verbreitet. Er kommt auch in Neuseeland vor, wo er um 1860 vom Menschen eingeführt wurde. Obwohl er dort als invasive Spezies gilt und gelegentlich zu lokalen Problemen führt, ist seine Ausbreitung aktuell nicht mit einer erheblichen Verdrängung heimischer Tierarten verbunden.

## Lebensraum
Der Flötenkrähenstar benötigt hohe Bäume (z. B. Eukalyptuswälder) als Nist- und Rastplatz sowie offene Flächen für die Nahrungssuche. Die Art fehlt nur in den dichtesten Wäldern und in trockenen Wüsten.

## Nahrung und Nahrungserwerb

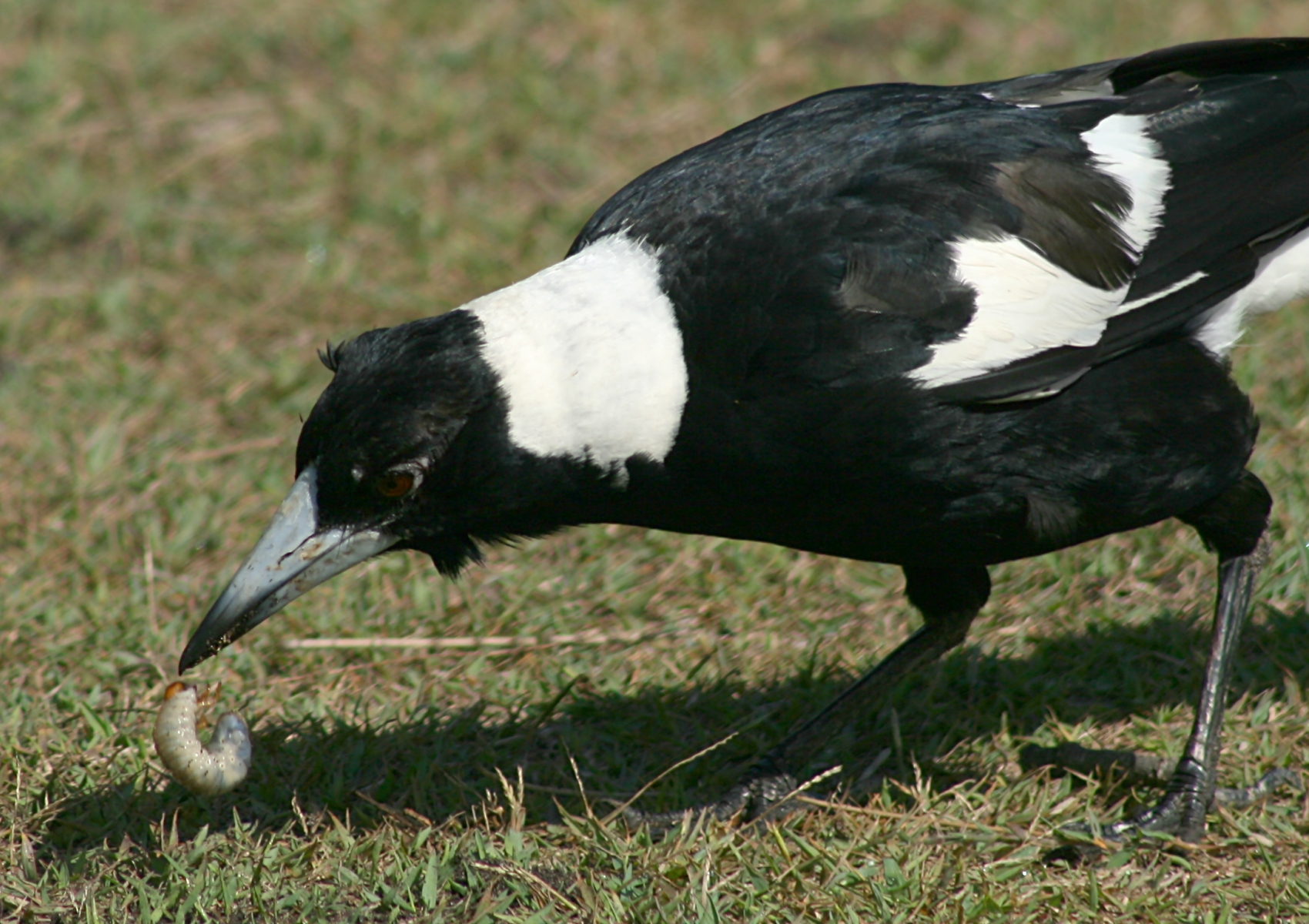
Ein Flötenkrähenstar beim Erbeuten einer Larve

Der Flötenkrähenstar ernährt sich äußerst vielseitig sowohl von pflanzlichen als auch von tierischen Quellen, hauptsächlich von Insekten und Kleingetier, auch Aas. Auf der Suche nach Insekten und deren Larven laufen die Vögel am Boden. Sie nehmen auch Handreichungen von Menschen an und wagen sich mitunter in offene Häuser, um nach Futter zu betteln.

## Unterarten

Die neun Unterarten und ihre Verbreitung. Jede beschriftete Farbe repräsentiert eine Unterart.

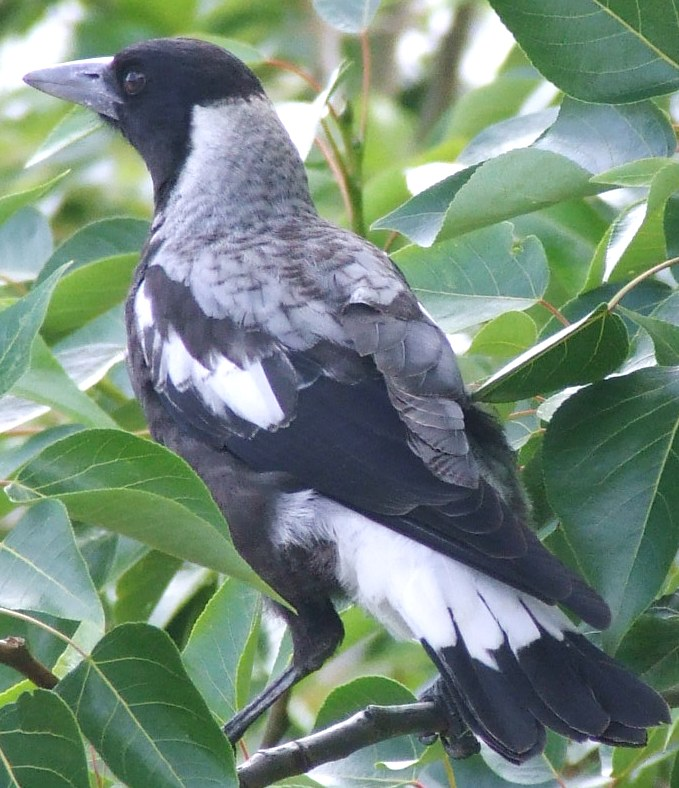
Die Unterart G. tibicen telonocua

Es werden neun Unterarten des Flötenkrähenstars unterschieden:
- G. tibicen tibicen
- G. tibicen terraereginae
- G. tibicen eylandtensis
- G. tibicen longirostris
- G. tibicen tyrannica
- G. tibicen telonocua
- G. tibicen hypoleuca
- G. tibicen dorsalis
- G. tibicen papuana

Zwischen diesen Taxa gibt es teils große Überschneidungsbereiche mit Übergangspopulationen. Die südlichen Unterarten sind größer als die weiter nördlich lebenden, mit Ausnahme der tasmanischen Unterart.

## Lebensweise
Flötenkrähenstare leben gesellig, gerne auch in der Nähe menschlicher Siedlungen. Gruppen von bis zu 24 Vögeln leben das ganze Jahr über in Revieren, die von allen Gruppenmitgliedern aktiv verteidigt werden. Neben revierbesitzenden Gruppen gibt es vagabundierende Gruppen ohne Revier. Treffen Gruppen aufeinander, kann es zu heftigen Kämpfen kommen. Der Flötenvogel brütet auf frei stehenden hohen Bäumen und zieht meist nur ein Junges groß. Für den Nestbau benutzt er neben Zweigen auch Haushaltsmaterialien (genau wie die sprichwörtlich „diebische“ Elster).

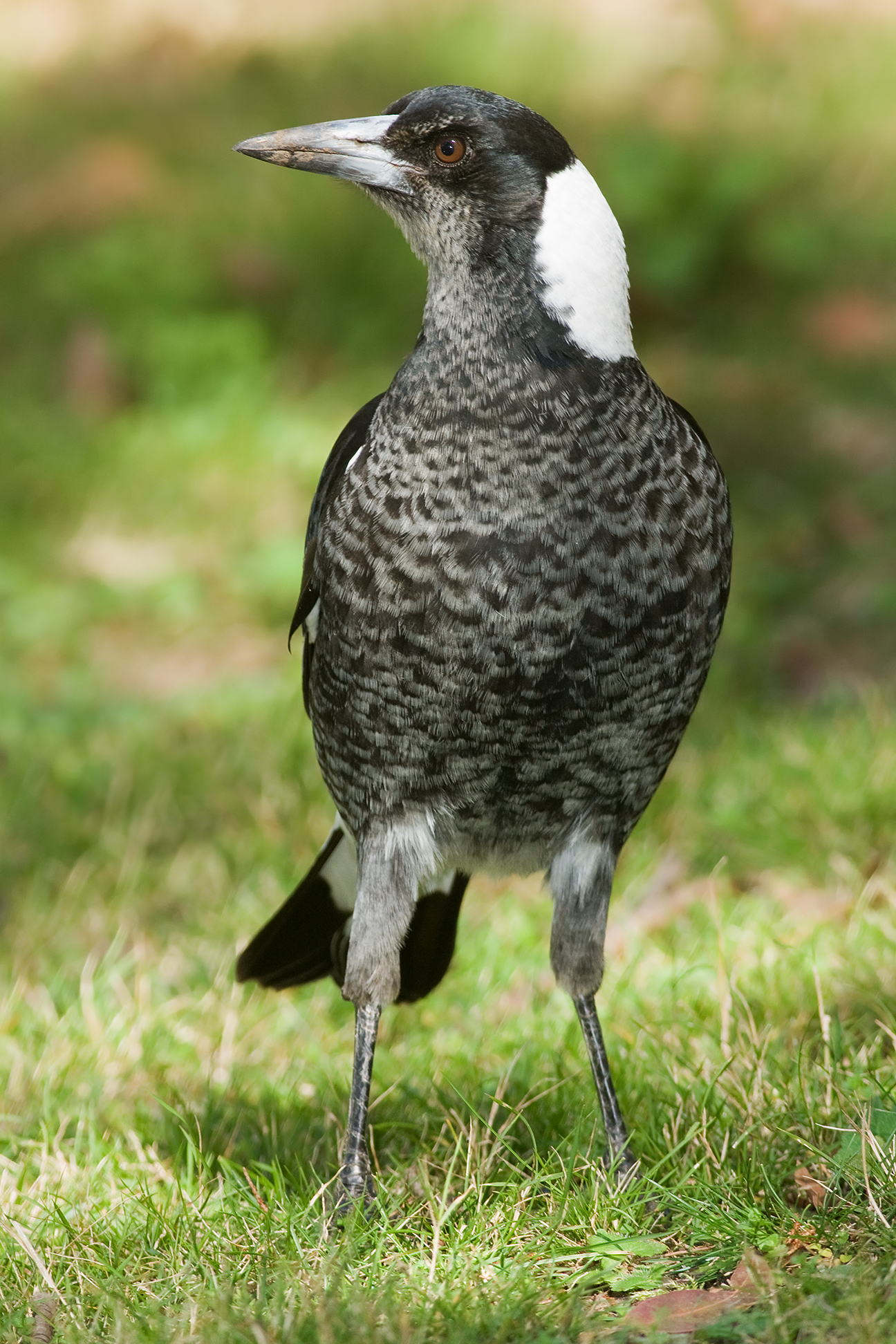
Juveniler Flötenkrähenstar

Die Hauptbrutzeit ist von August bis November. Das Nest besteht aus einer Plattform aus Stöcken und Zweigen, gelegentlich auch aus Draht. Es hat eine kleine, mit Gras und Haaren ausgekleidete Mulde im Inneren. Das Nest wird in den äußeren Ästen eines Baumes in einer Höhe von bis zu 15 m über dem Boden gebaut. Die Weibchen legen drei bis fünf blaue oder grüne, braun gefleckte Eier. Die Brutzeit beträgt 20 Tage. Nach etwa vier Wochen sind die Jungen flügge. Nach spästestens zwei Jahren müssen sie das elterliche Revier verlassen.

## Besonderheiten

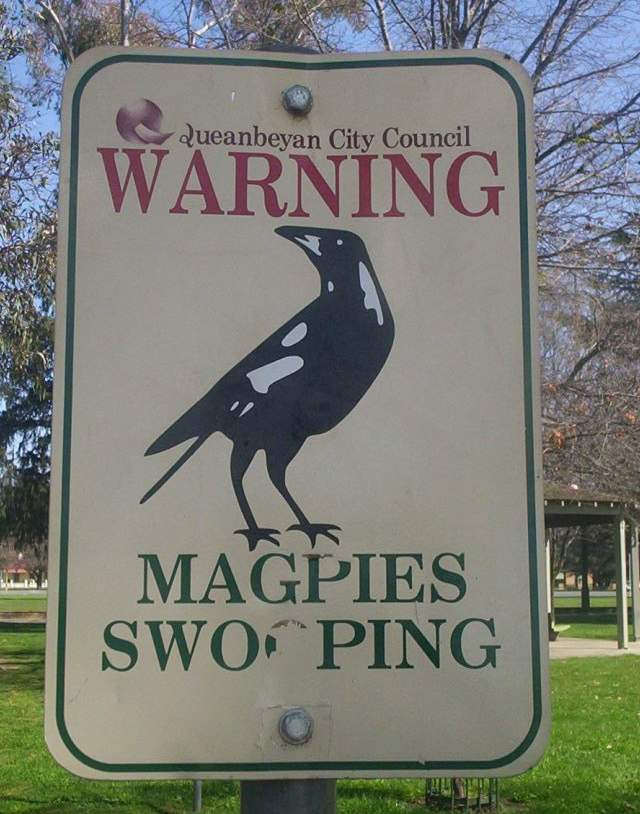
Vor Flötenkrähenstaren-Angriffen (Swooping) warnendes Schild

Flötenkrähenstare können sehr zahm werden. Sie besitzen die Fähigkeit, Stimmen zu imitieren. Die Tonhöhe ihrer Rufe kann sich über bis zu vier Oktaven erstrecken. Internationale Bekanntheit erlangte der Flötenkrähenstar durch Medienberichte über seine Attacken auf Menschen. Während der Brutsaison von August bis Oktober greift er in der Nähe seines Nestes vermeintliche Eindringlinge, was als swooping bezeichnet wird (von englisch to swoop – „herabschießen“). Dies kann zu leichten Verletzungen führen, Ausweichmanöver können allerdings auch zu schweren Unfällen bis hin zu tödlichem Ausgang führen. In bestimmten Gegenden müssen Kinder und Radfahrer während dieser Zeit Schutzhelme tragen, da der Flötenkrähenstar bevorzugt von hinten und ohne Vorwarnung die Kopfregion attackiert. Ob Blickkontakt mit den Vögeln sie einschüchtert oder einen Angriff wahrscheinlicher macht, ist umstritten; die Umweltbehörden von South Australia und New South Wales, zwei australische Bundesstaaten, geben zu dem Thema z. B. unterschiedliche Empfehlungen. Oft empfohlene Taktiken zur Verwirrung der Vögel sind das Tragen einer Sonnenbrille auf dem Hinterkopf oder das Anbringen von Kabelbindern auf den Fahrradhelm, wobei die Wirksamkeit dieser Strategien fragwürdig ist. Jedoch verhält sich nur eine Minderheit der Flötenkrähenstare so.

## Wappentier
Der Flötenkrähenstar befindet sich auf der Flagge und dem Wappen des australischen Bundesstaats Südaustralien.

## Trivia
International bekannt wurde ab 2015 ein junger Flötenkrähenstar, der als krankes Vogelküken in die australische Familie Bloom in Newport Beach (nördlich von Sydney) aufgenommen wurde und der Krankenschwester Sam Bloom, die nach einem Unfall querschnittsgelähmt ist, wieder neuen Lebensmut gab. Über Social Media verbreiteten sich die Fotos und Berichte über den „Penguin“ getauften Vogel, der intensiv am Familienleben teilnahm, schnell weit über Australien hinaus. Das bereits 2016 auf Englisch veröffentlichte Buch mit dem Titel Penguin Bloom erschien im Februar 2017 auch auf Deutsch unter dem Titel Penguin Bloom. Der kleine Vogel, der unsere Familie rettete. 2020 erschien dazu die Verfilmung Beflügelt – Ein Vogel namens Penguin Bloom.
Der deutsche Komponist Gerhard von Keußler, der von 1932 bis 1935 in Australien lebte, legte seiner 1935 vollendeten Sinfonischen Fantasie Australia (Uraufführung: Berlin 1939) den Ruf des Flötenvogels als Leitmotiv zugrunde.